# In View: The Best of R.E.M. 1988–2003
In View: The Best of R.E.M. 1988–2003 és un DVD de la banda estatunidenca R.E.M. que inclou els videoclips de la banda entre els anys 1988 i 2003. Aquest es va presentar junt a la compilació In Time: The Best of R.E.M. 1988–2003 mitjançant la discogràfica Warner Bros.. Únicament dues cançons incloses en el CD d'àudio no apareixien en el DVD («All the Right Friends» i «Animal») perquè no tenien videoclip relacionat en aquell moment.

## Llista de cançons
Totes les cançons foren escrites i compostes per Bill Berry, Peter Buck, Mike Mills i Michael Stipe, excepte les indicades. 
| Núm.          | Títol                                                               | Director                | Durada |
| ------------- | ------------------------------------------------------------------- | ----------------------- | ------ |
| 1.            | «Bad Day»                                                           | Tim Hope                | 4:01   |
| 2.            | «All the Way to Reno (You're Gonna Be a Star)» (Buck, Mills, Stipe) | Michael Moore           | 4:25   |
| 3.            | «Imitation of Life» (Buck, Mills, Stipe)                            | Garth Jennings          | 3:56   |
| 4.            | «The Great Beyond» (Buck, Mills, Stipe)                             | Liz Friedlander         | 5:04   |
| 5.            | «At My Most Beautiful» (Buck, Mills, Stipe)                         | Nigel Dick              | 3:35   |
| 6.            | «Daysleeper» (Buck, Mills, Stipe)                                   | The Snorri Brothers     | 3:39   |
| 7.            | «Electrolite»                                                       | Peter Care, Spike Jonze | 4:08   |
| 8.            | «E-Bow the Letter» (amb Patti Smith)                                | Jem Cohen               | 5:23   |
| 9.            | «What's the Frequency, Kenneth?»                                    | Peter Care              | 4:01   |
| 10.           | «Nightswimming»                                                     | Jem Cohen               | 4:17   |
| 11.           | «The Sidewinder Sleeps Tonite»                                      | Kevin Kerslake          | 4:07   |
| 12.           | «Everybody Hurts»                                                   | Jake Scott              | 5:37   |
| 13.           | «Man on the Moon»                                                   | Peter Care              | 5:12   |
| 14.           | «Losing My Religion»                                                | Tarsem Singh            | 4:26   |
| 15.           | «Stand»                                                             | Katherine Diekmann      | 3:14   |
| 16.           | «Orange Crush»                                                      | Matt Mahurin            | 3:51   |
| Durada total: | Durada total:                                                       | Durada total:           | 68:56  |

### Vídeos extres
| Núm.          | Títol                                      | Director                       | Durada |
| ------------- | ------------------------------------------ | ------------------------------ | ------ |
| 1.            | «Tongue»                                   | Jonathan Dayton, Valerie Faris | 4:07   |
| 2.            | «How the West Was Won and Where It Got Us» | Lance Bangs                    | 4:57   |
| 3.            | «New Test Leper»                           | Lance Bangs, Dominic DeJoseph  | 5:30   |
| 4.            | «Bittersweet Me»                           | Dominic DeJoseph               | 4:48   |
| 5.            | «Lotus» (Buck, Mills, Stipe)               | Stéphane Sednaoui              | 4:35   |
| 6.            | «I'll Take the Rain» (Buck, Mills, Stipe)  | David Weir                     | 4:38   |
| Durada total: | Durada total:                              | Durada total:                  | 28:35  |

### Directe
| Núm. | Títol                | Durada |
| ---- | -------------------- | ------ |
| 1.   | «Imitation of Life»  |        |
| 2.   | «Losing My Religion» |        |
| 3.   | «Man on the Moon»    |        |

- Enregistrat a Trafalgar Square el 29 d'abril de 2001.